# Vredens barn
Vredens barn är en svensk dokumentärfilm från 1996 i regi av Mikael Wiström. Filmen visar Juan Ruz, en ung man som har fått i uppdrag att skildra unga människors liv samtidigt som han berättar om sig själv. Filmen fick ett övervägande positivt mottagande och har även getts ut på video samt visats av Sveriges Television.